# 深圳航空

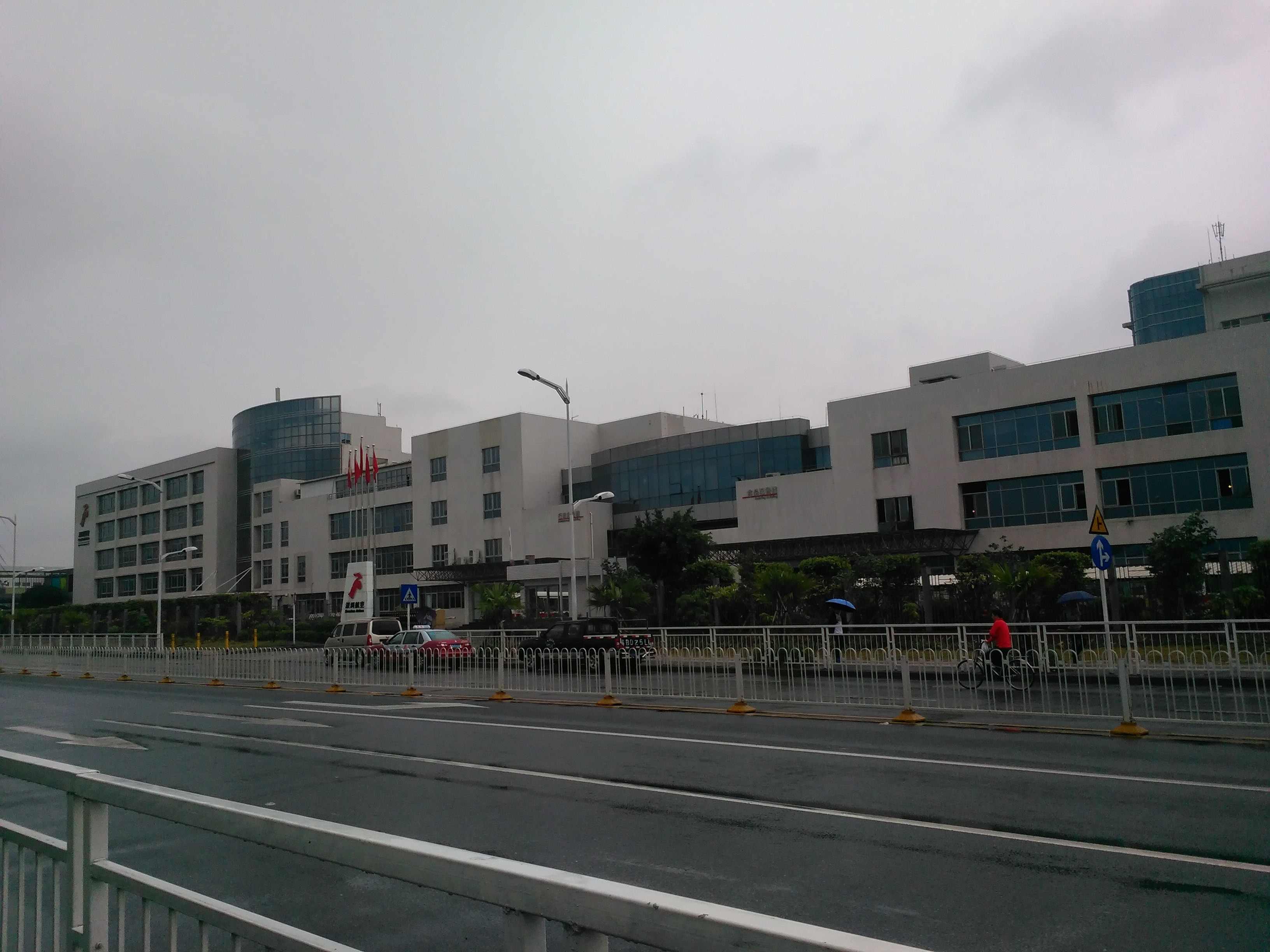
位于深圳宝安国际机场的总部

深圳航空（英語：Shenzhen Airlines）（IATA：ZH，ICAO：CSZ），简称深航，是一家位于广东省深圳市的航空公司，其基地为深圳宝安国际机场，现为中国国际航空最大规模的控股子公司，与母公司同为星空联盟成员。

## 历史

### 早期经营及发展
深圳航空於1985年9月23日开始筹办，1989年10月11日以“深圳市航空公司”名字注册，1992年12月24日定名为“深圳航空公司”，1993年9月17日正式开航，当时的航司代码为IATA：4G，ICAO：CSZ，最早是由中国国际航空股份公司、深圳经济特区华侨城经济发展总公司（当时代表港中旅集团（中国旅行社总社）出资）、中银信托投资公司（中国银行属下子公司）、深圳市南方通发公司（深圳运输局属下企业，代表深圳市政府出资）共同投资组建的股份制航空公司。1994年底，深航开通99777电话订票服务，在中国内地首创“一小时内免费上门送票”服务。1997年9月8日，深航与四川航空、山东航空、武汉航空、中原航空、海南航空组成新星航空联盟，并实行互相签转、统一优惠等服务；但该联盟于2001年解散。2000年9月30日正式更名为“深圳航空有限责任公司”。2001年11月，深圳航空与中国航信和中国民航结算中心合作，在深圳至北京、海口和桂林的航线上开始试行电子客票，由此成为中国内地第一家开通电子机票业务的航空公司；同年底，深圳航空以占当年中国民航系统五十分之一的飞机架数，实现了当年中国内地民航业近五分之一的利润。亦相当于该公司2000年利润的5.3倍，资本利润率达到33％。2002年3月31日24：00起， 经IATA及民航总局许可，深圳航空航班IATA代码由4G更改为ZH（取“圳”字汉语拼音前两位字母）；同年5月，深航在中国内地首创联程航班，实行“一票到底、无缝转机”业务。
2000年代初，深圳航空先后在无锡机场、常州机场、南京禄口国际机场建立基地，以争夺长三角二、三线机场资源和客源。

### 2005-2010年：李泽源入主时期
2005年5月29日李泽源所拥有的深圳匯潤投资联合哈尔滨億陽集團以27.2億元擊敗二股东国航等對手，取得深圳航空65％的控股權，令深圳航空一度成为一家民营航空公司。6月10日，波音公司在西雅图向深圳航空公司交付了第一架波音737-900，由此深航成为第一家购买该款机型的中国航空公司。2007年传出意向购买中国拥有自主知识产权的ARJ21支线飞机，但告吹。
深航在李泽源掌舵期间，高速扩张，先是与汉莎航空等企业开办了中国第一家中外合资的货运航空——翡翠航空，又与美国梅莎航空等合资成立了鲲鹏航空；然而子公司经营都不甚理想。再加上公司管理混乱，导致深航由盈转亏。
截至2008年12月底，深航全年除稅前及除稅后净虧損分別7,457萬元及3,126萬元，而截至2009年12月底的全年除稅前及除稅后净虧損大幅增加逾10倍，分別為7.69億元及8.64億元，而期內深航的股東權益净虧損達20.67億元。
2009年11月30日下午，新华网发布简短消息称，深航高级顾问李泽源因涉嫌经济犯罪，正在接受公安机关调查。在深航内部，李泽源被员工称为“大老板”，但他的头衔是高级顾问。深航董事长由李泽源的儿子李默担任。

### 2010年至今：持續發展
2010年3月22日中国国际航空出資6.82億元人民幣增持深圳航空股權，由原先25%增至51%，重新成為其控股股東。深圳國際屬下全資子公司全程物流亦同時斥資3.48億元注入深圳航空，持股量由10%提高至25%。深航也由此变回国有股份制航空公司。原大股東匯潤投資，其破產管理人因未有注資，股權被攤薄至24%。在民航局局长李家祥于2010年8月26日主持召开的全行业航空安全紧急电视电话会议上，首次披露了在2008年至2009年的行业调查中检查出一批资质造假的飞行员情况。其中，涉及深圳航空飞行员103名。
2011年5月9日深圳國際發出公告，旗下全資子公司全程物流已全面收購匯潤投資持有的24%股權，作價為788萬元人民幣，令其持股量提高至49%，成為深圳航空第二大股東。而匯潤投資宣告正式破產。同年，深圳航空獲選為第26届世界大学生运动会指定航空公司。
星空聯盟在2011年7月6日和深圳航空簽署了初步協議，正式邀請深航加入星空聯盟，預計將於2012年年底正式加盟，成為自母公司中国国际航空外另一位來自中國的星空聯盟成員。
2012年11月29日深圳航空正式加入星空聯盟，並於同日將常旅客計劃由自有的尊鹏俱乐部（更早之前为金鹏知音）變更為国航系的鳳凰知音。
2018年第九屆世界航空公司排行榜，深圳航空獲「世界十佳美麗空姐」榜首。
2023年，為促進兩岸融合，深航首次開展台籍乘務員專場招聘活動，計劃招聘20名深航客艙服務部儲備乘務員。

## 股东及控股权变迁
1992年11月23日，中国国际航空公司，深圳市南方通发实业公司（代表深圳市政府）、深圳经济特区华侨城经济发展总公司（代表香港中旅集团）和中银信托投资公司（中国银行下属信托公司）签订了《联合经营深圳航空公司合同》，正式创立深圳航空。最初深圳航空公司注册资本为人民币5,000万元，总投资额为人民币3亿元，其中深圳市南方通发实业公司占总投资额的10％，华侨城公司占40％，中银信托占25％，中国国航占25％。 
第一次股份变动发生在1996年底，当时深圳市南方通发实业公司所持有的股份转让给深圳市投资管理公司，另由于中银信托投资公司由于经营不善造成资不抵债，于1995年10月被人民银行接管，其所持有深航股份后被广东发展银行收购。
第二次股份变动发生在2000年8月，华侨城持有的40%股份被转让给当时广东发展银行旗下资产经营公司广东广控集团，广东发展银行连同旗下的广控集团遂一度成为深圳航空公司的大股东。这也开创了中国内地金融企业控股航空企业的先河
到了2004年2月，新修订的《中华人民共和国商业银行法》规定，商业银行系统不得向非银行金融机构和企业投资，深航原实际大股东——广东发展银行不得不转让手中的股份。2005年5月，深航开始改制并转让占比多达65%的股权（这部分股权原为广东发展银行旗下广东广控集团及其关联公司所有），两家名不见经传的民营公司深圳汇润投资有限公司（汇润投资是李泽源专为竞拍深航股份而成立的项目公司，注册资本仅1000万元，由李宜时（即李泽源）、赵丽、秦畹江、宋祖玉四名自然人股东发起，李宜时个人持股89%。）和哈尔滨亿阳集团（以通信产业起家，旗下拥有上市公司亿阳信通。其老板邓伟是全国政协委员。）以27.2亿元的价格通过竞拍，一举击败包括中国国航、深圳国资委、中信集团等大型国企以及淡马锡、花旗银行在内的诸多巨头，获得深航65%的控股权，深航由此从国有地方航空公司变身成为中国最大的民营航空公司。李泽源也由此正式走上前台，一度成为深航的大股东及掌舵者，在2009年11月30日之前的深航重大运作中，李泽源都是幕后操盘者。
但不久爆发弊案，李泽源能入主深航，靠的是其幕后人是新华人寿原董事长关国亮（2007年11月，因违规挪用资金等问题被司法机关调查）。2005年，关国亮通过其控制的隆鑫公司，巨额拆借8.16亿元给汇润投资，用以交付收购深航股权的首期款。之后李泽源除了利用个人关系延交本应在2005年8月15日前支付高达13.6亿元50%的股权款外，又在2005年~2009年之间涉嫌与5位高管多次利用职务上的便利挪用深航资金，累计高达20.3亿元，用于为汇润等公司偿还债务（主要是收购深航应交的股权款）以达到其“空手套白狼”的目的，这直接造成深航在这之间几年的巨额亏损。截至李泽源被调查时，汇润投资尚有20%的深航股权款5.44亿元未能付清而仍被抵押在广控集团。
2009年11月30日下午，李泽源因涉嫌经济犯罪，被公安机关带走调查。同年12月1日，深航当时二股东——国航的副总裁樊澄被任命为深航党委书记，全面接管党委领导班子。此后深圳航空实际由中国国航的控制管理。
2010年3月22日中国国际航空正式宣布出資6.82億元人民幣增持深圳航空股權，由原先25%增至51%，重新成為其控股股東。深圳國際（深圳市国资委所属企业）屬下全資子公司全程物流亦同時斥資3.48億元注入深圳航空，持股量由10%提高至25%。深航也由此变回国有股份制航空公司，并正式成为中国国际航空的子公司。至於原大股東匯潤投資，其破產管理人因未有注資，股權被攤薄至24%。而到了2011年5月9日，深圳國際發出公告，旗下全資子公司全程物流已全面收購匯潤投資持有的24%股權，作價為788萬元人民幣，令其持股量提高至49%，成為深圳航空第二大股東。
目前深航的股权结构为：中国国际航空占有51%，代表深圳市政府的深圳國際屬下全資子公司全程物流则占有49%。

## 航徽及企业口号

深圳航空旧标志

### 航徽释义

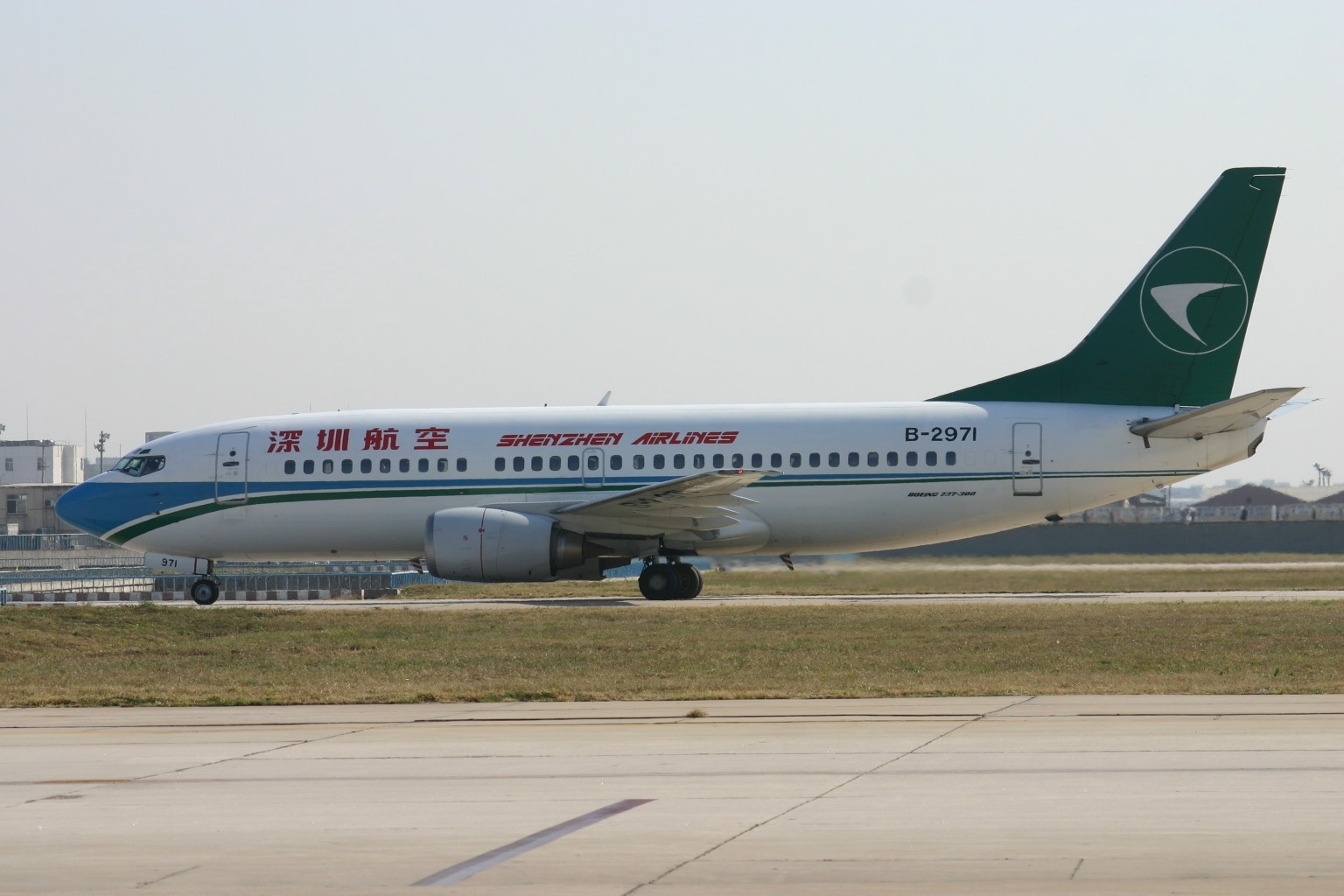
深航旧涂装的波音737-300（已退役）

深圳航空的现有標誌是“民族之鵬”。“民族之鵬”是中國傳統文化和現代文化集合的圖騰，標誌造型氣勢磅礴，沉著矯健，呈高瞻遠矚，胸懷萬物，根基穩固之三態，一為睿智定乾坤，二是同心創輝煌，三生萬物盛千里。代表深圳航空“沉穩，誠信，進取”的理念。
而深航的第一代航徽也是取意鲲鹏，其恰似鲲鹏两只巨大的翅膀，双翼合并，作飞翔之势，成锐意进取之态。双翼宛如飞机前缘剖面造型，双翼腾起，直击长空，形成稳定、流畅、动态十足的气流形态，充分反映了深航的行业特征。环形象征太阳，喻义阳；双翼代表月亮，喻义阴。阴阳相融，日月同辉，泽及四方，体现了深航"服务大众，奉献社会"的宗旨。以清新的绿色为背景蕴育着无限生机，展示出深航生机勃勃，欣欣向荣的景象。外面的环形同时象征着深航团结协作，万众一心的企业文化。航徽总体如"鲲鹏展翅同风起，扶摇直上九万里"的意境，象征深航前途不可限量。

### 企业精神及口号
深航第一代的企业口号是"深情一片，航程万里"，该口号凝聚着员工对公司的认同，社会对公司的支持以及公司对员工和社会的回报，这样一种解不开的情结，昭示着深航前途无可限量。其后在2003年调整为更具文采的“深情无限，航程万里”。2008年，深航企业口号变为“任何时候、自然体贴、深圳航空”至今。

## 航點

### 代码共享
深圳航空目前与以下航空公司签订了代码共享协议。
- 全日空（星空聯盟）
- 韩亚航空 （星空聯盟）
- 长荣航空 （星空聯盟）
- 新加坡航空（星空聯盟）
- 中国国际航空（星空聯盟）
- 澳门航空
- 國泰航空（寰宇一家）
- 埃塞俄比亞航空（星空聯盟）
- 泰國國際航空（星空聯盟）
- 吉祥航空（星空聯盟）（优连伙伴）
- 山東航空
- 西藏航空
- 昆明航空
- 埃及航空（星空聯盟）

## 机队
截至2024年02月，深圳航空平均機齡為6.9年，拥有下列机型：

## 評價

### Skytrax評估
| 年度 | 獎項                       | 排名    |
| ---- | -------------------------- | ------- |
| 2011 | 全球最佳航空公司           | 第156名 |
| 2012 | 全球最佳航空公司           | 第89名  |
| 2013 | 全球最佳航空公司           | 第60名  |
| 2014 | 全球最佳航空公司           | 第78名  |
| 2015 | 全球最佳航空公司           | 第92名  |
| 2024 | 三星級航空公司             | 不適用  |
| 2024 | 亞洲最佳區域性航空公司     | 第7名   |
| 2024 | 中國地區最佳區域性航空公司 | 第3名   |
| 2024 | 中國地區最佳航空公司       | 第10名  |

## 事件及意外
- 2009年2月15日，由北京至深圳的ZH9852航班因为左机翼故障中途迫降郑州[29]。
- 2014年1月29日，由广州白云国际机场至景德镇罗家机场的ZH9605航班（注册号为B-6312的空中客车A320-200执飞）在景德镇降落时偏出跑道，机上156名旅客及9名机组人员无人伤亡[30][31]。
- 2015年7月26日，由台州至广州的ZH9648航班发生纵火事件 。
- 2016年6月26日早上大約10時，一架空中巴士A320執飞深圳航空9041號航班由福建泉州晉江機場飛往香港，在降落香港國際機場北跑道時需要復飛，但復飛時錯誤地選擇轉向右邊，向大嶼山方向復飛，其後還在天壇大佛頭頂飛過，低於安全高度，之後才緩緩爬升至6000英尺，繞了一個大圈，大約20分鐘後安全降落在香港國際機場北跑道。香港民航處承認該航班是偏離正常飛行航道，要求涉事航空公司（深圳航空）提交報告[32][33]。
- 2018年7月7日下午1時43分，一架波音737-800（註冊號：B-5412）執飛深圳航空9127號航班由武漢至呼和浩特，在正常降落後滑出快速脫離道，機上124名旅客及9名機組人員無恙，事件具體成因需調查[34]。客機降落時現場下小雨[35]。
- 2020年8月9日，一架空客A330-300（注册号： B-302E）执飞ZH9209航班由深圳前往西安，起飞25分钟后（约北京时间07:57）高度从9297米骤降至3733米并挂出7700紧急代码，经机组处置后返航深圳，无人员伤亡。[36]ZH9209航班更换编号为B-1036的空客A330客机继续执行任务，于14:15抵达西安[37]。据中国民航局8月13日通报，此起事故是因飛機後貨艙門封嚴條故障造成[38]。
- 2020年10月16日，由西安咸阳国际机场飞往攀枝花保安营机场的ZH9247航班（注册号为B-8667的空中客车A319执飞）在攀枝花落地时，客机在机场跑道外同机场设备发生接触，造成飞机和机场设备受损，事件没有造成人员伤亡，深航后续返回西安航班取消。民航监管机构已经介入此事展开调查[39]。10月20日，有關16日的事故報告出台。報告指出，事發當天天气情況不佳，而飞机没有降落在跑道上，且跟跑道外地面发生接触。由於跑道外地面硬度远低于跑道硬度，飛機轮子可能会陷进地面中，從而造成機身損壞。報告還指出，在未通知塔台管制的情況下，機長自行下機檢查了跑道和飛機的損壞情況[40][41][42]。12月，民航局在民航系统内发布《关于10月16日深航A319飞机在攀枝花机场跑道外接地事件处理情况的通报》。根据通报，深圳航空公司、攀枝花机场分别被处以2.9万元罚款，削减深圳航空含春运旺季在内2020年12月1日至2021年2月28日期间飞行小时数5％；暂停受理深航新增航线、航班、加班和包机申请；深航执飞ZH9247航班的机长涂某被撤销飞行执照，同时被列入行业信用管理黑名单；深航执飞航班两名副驾驶、地面两名管制员分别被暂停从业半年[43][44][45]。
- 2024年3月29日，一架空客A320-214（注册号：B-1683）在执飞ZH8288次前往西安咸阳机场的航班时，广州白云机场推出后由于检测出发动机故障而滑回机位。事后该航班在更换飞机后继续前往西安。[46]
- 2025年4月1日，由空中巴士A320客機執飛[47]從深圳寶安國際機場，經由景德鎮羅家機場，前往上海虹橋國際機場的ZH9539航班上[48]，2名乘客在前往景德鎮航段的航班登機結束後，由於香水氣味問題，在機上發生肢體衝突，而空中服務員在勸阻時，其手臂亦被咬傷。事後兩名乘客被移交深圳警方處理，受傷的空中服務員被送到醫院治療，航班亦因此事件延誤了2小時[49]。